# Pseudoleptaleus basirufus
Pseudoleptaleus basirufus là một loài bọ cánh cứng trong họ Anthicidae. Loài này được Bonadona miêu tả khoa học năm 1989.